# Bohumil Dobrovolný
Bohumil Dobrovolný (17. srpna 1906, Havlíčkova Borová – 1990) byl český konstruktér, pedagog, spisovatel a překladatel, autor mnoha strojírenských, elektrotechnických i jazykových příruček.

## Život
Bohumil Dobrovolný vystudoval strojírenství na ČVUT v Praze, pracoval jako technik v několika evropských zemích, odkud si přivezl znalost jazyků, a působil jako učitel na střední průmyslové škole v Praze, nakonec jako redaktor v nakladatelstvích Hokr a Práce. Psal i romány, knihy pro děti a překládal z angličtiny.
Jeho vlastní práce jsou praktické technické příručky, příručky pro konstruktéry a zlepšovatele, přehledy matematiky, fyziky a národního hospodářství, učebnice a cvičebnice jazyků i příručky jednání s lidmi a podobně. "Umění vynalézat a technicky myslit" s podtitulem "Zajímavé uvedení do světa techniky, spojené se školou zlepšovacích námětů" byl velmi dobrý úvod do studia techniky i technické a konstruktérské práce vůbec. Pro svoji stručnost a srozumitelnost byly jeho knihy velmi oblíbené a vycházely v mnoha vydáních.